# 移動運動
移動運動 (locomotion) とは、動物体のある地点から別の地点への移動を目的とする運動である。

## 概要
移動運動はその様式から
- 遊泳
- 歩行
- 飛行 (飛翔)

などに分類される。
また移動方向に基づいて
- 直進
- 後退
- 方向転換 (steering)

などに分類される。

## 移動運動の神経メカニズム
移動運動は身体が左右で規則的に動くことで実現される。例えば魚類の遊泳では、体を左右交互に振ることによって前進が実現する。ヒトの歩行では、脚を左右交互に踏み出すことによって前進が実現する。この規則的な動き、つまりリズムは神経によって生成されると考えられている。

## 脊髄の移動運動リズム生成回路
移動運動の際、大きく分けて2つのリズムが発生している。
- 左右リズム (left–right pattern)
- 屈筋-伸筋リズム (flexor–extensor pattern)

左右リズムは魚が体を左右にうねらせながら泳いだり、人が左右の足を交互に踏み出すために用いられる。屈筋-伸筋リズムは肢の中で屈筋と伸筋が相反性に働いてスムーズに肢を動かすために用いられる。

### 左右リズム (left–right pattern)
脊髄の左右を跨いで投射するニューロン (commissural neurons. CNs) が左右の協調に必要不可欠であると考えられている。
マウスのCNsは次のように分類できる。
- V0 CNs
  - V0d CNs
  - V0v CNs
- V3 CNs

リズムの生成とパターンの生成を分けて考える場合もある。

### 屈筋-伸筋リズム (flexor–extensor pattern)
屈筋-伸筋リズムは四肢動物で主にみられる。これは1つの肢に屈筋と伸筋という逆の作用をする筋肉がついており肢を動かすには片方のみを活動させる必要があるからである。
これに重要な働きをすると考えられるニューロンは reciprocal-Ia-inhibitory neurons (rIa-INs)である。rIa-INsは筋紡錘に終末が存在する感覚ニューロンである。

## 移動運動の種類
マウスの移動運動は4種類に分類される。
- walk:
- trot:
- gallop: 左右の前肢ペアがシンクロして出る、が、少しずれている。後肢も同様[3]
- bound: 左右の前肢ペアが同時に出る。後肢ペアも同時[4]

正常なマウスでは低速でwalk、高速なるほどboundの移動様式をとる。

## モデル動物
移動運動の神経メカニズムを解明するために様々なモデル動物が利用される。
- ヤツメウナギ (lamprey)
- ゼブラフィッシュ (zebrafish)
- オタマジャクシ (tadpole)
- ネコ (cat)
- ネズミ (mouse)

## ゼブラフィッシュの移動運動
ゼブラフィッシュ幼生の移動運動 (遊泳) リズムには少なくとも2種類のニューロンが関わっている。
- MCoD: larval VeLD, multipolar commissural descending interneuron[7]
- CiD: Chx10 positive, mouse V2a-like[8]

## その他

エビが逃げる際に後退する動き。

ホタテの移動

- 蟹歩き（crabwise） - カニが正面に歩かず横に歩行する[9]。また、その様に横に移動する行動[10]。ただし、すべてのカニが横に移動するわけでもなく、アサヒガニ、ミナミコメツキガニ、ケガニ、ヒラコウカイカムリなどは前に移動する[11][12]。
- 跳躍（ジャンプ） - 飛び跳ねる行動。